# ژروم بواتنگ
ژروم بواتنگ (زادهٔ ۳ سپتامبر ۱۹۸۸ - برلین غربی) یک بازیکن حرفه آلمانی است که به عنوان مدافع میانی برای باشگاه فوتبال لاسک بازی می کند.
او پدری غنایی و مادری آلمانی دارد. بواتنگ به همراه تیم ملی آلمان قهرمان جام جهانی ۲۰۱۴ شد. وی از مدافعان برتر ۱۰سال اخیر بایرن مونیخ می‌باشد.
برخلاف برادرش کوین پرینس، او بازی در تیم ملی آلمان را پذیرفت. نکته جالب این است که او و برادرش در جام جهانی فوتبال ۲۰۱۰ در دو تیم مختلف آلمان و غنا حضور داشتند و مقابل هم به میدان رفتند. این بازی با برد یک بر صفر آلمان به پایان رسید.
او تاکنون در تیم‌های هرتابرلین، هامبورگ، منچستر سیتی و بایرن مونیخ بازی کرده‌است او اکنون در المپیک لیون توپ می‌زند.
وی تا به حال ۷۶ بازی ملی برای تیم ملی فوتبال آلمان انجام داده‌است. آخرین بازی اش با پیراهن بایرن مونیخ آلمان بوده‌است.
وی به دلیل تعرض و ضرب و شتم همسر سابقش به
یک سال و نیم زندان و پرداخت ۱٫۸ میلیون یورو جریمه شد.
ژروم بواتنگ همراه با برادرش کوین پرینس و اشکان دژاگه از کودکی دوستان صمیمی و در مدرسه هم کلاسی بودند و از محله های پایین شهر برلین با هم فوتبال را شروع کردند و از آن جمع دوستانه همه به بالاترین سطح مسابقات فوتبال رسیدند.